# Hong Kong Museum of History

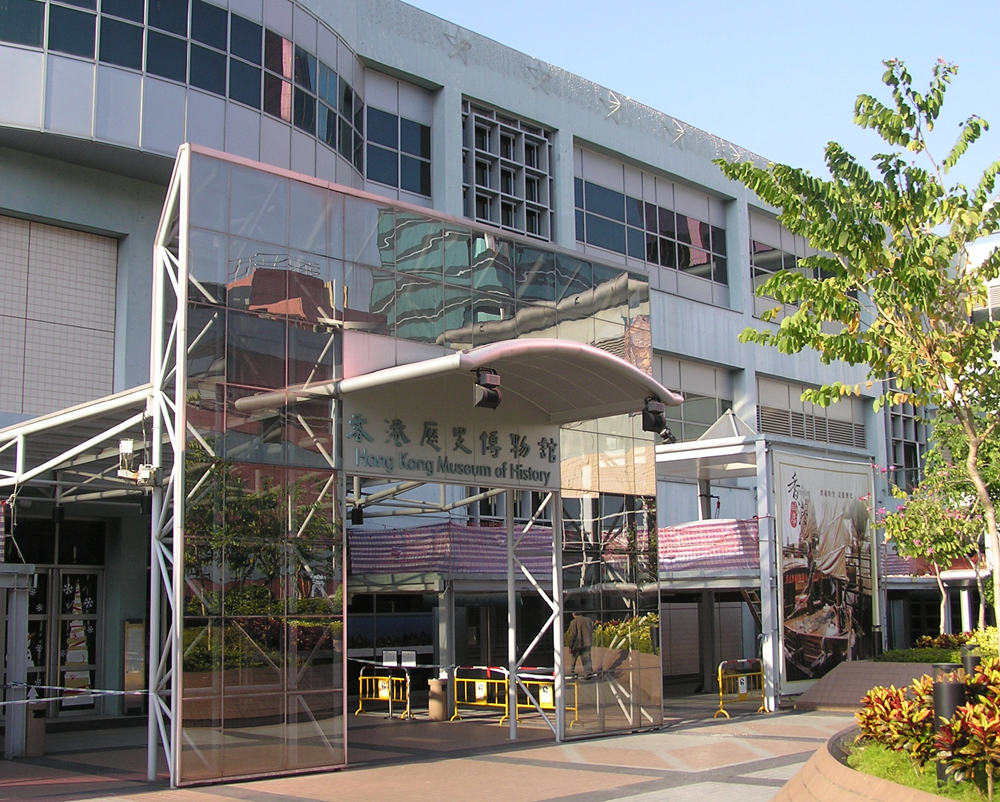
Hong Kong Museum of History – Haupteingang – Kowloon, 2005

Das Hong Kong Museum of History (chinesisch 香港歷史博物館 / 香港历史博物馆, Pinyin Xiānggǎng Lìshǐ Bówùguǎn, Jyutping Hoeng1gong2 Lik6si2 Bok3mat6gun2 – „Historisches Museum von Hongkong“) ist ein Historisches Museum, das insbesondere den Schwerpunkt zur Geschichte der Stadt Hongkong hat. Das Museum befindet sich im Stadtteil Tsim Sha Tsui auf der Halbinsel Kowloon und wird von der Leisure and Cultural Services Department der Hongkonger Regierung betrieben.

## Geschichte
1962 wurde das City Museum and Art Gallery in der Hong Kong City Hall in Central auf Hong Kong Island eröffnet. Im Juli 1975 wurde das Museum in zwei eigenständige Museen, das Hong Kong Museum of History und Hong Kong Museum of Art, aufgeteilt. Das Hong Kong Museum of History bezog 1998 ein neues Gebäude im Kowlooner Stadtteil Tsim Sha Tsui im Distrikt Yau Tsim Mong. Das Gebäude kostete 390 Millionen Hongkong-Dollar und wurde von P&T Architects and Engineers auf Basis des architektonischen Konzepts von E. Verner Johnson gestaltet. Zusammen mit dem Hong Kong Science Museum (香港科學館) in direkter Nachbarschaft bildet es einen gemeinsamen Museumskomplex.

## Ausstellung
Die Ausstellungen umfassen die permanente Ausstellung zur Geschichte der Stadt und eine zeitlich beschränkte Sonderausstellung mit regelmäßig wechselnden Themen. Über die Website des Museums ist es möglich, auf weitere virtuelle Ausstellungen zuzugreifen.
Die permanente Ausstellung umfasst 8 Galerien mit über 4000 Exponaten, 750 Grafiken, mehreren Dioramas und Multimedia Angeboten, auf zwei Ebenen mit einer Fläche von 7000 m². Die Ausstellung befasst sich anschaulich mit Hongkongs Naturgeschichte, Archäologie, Ethnografie und Lokalgeschichte. Die zeitliche Spanne der historischen Darstellung umfasst das Devon, die vierte geochronologische Periode innerhalb des Paläozoikums vor etwa 400 Millionen Jahren bis hin zur Wiedervereinigung von Hongkong mit der Volksrepublik China im Jahre 1997.